# Altaria (vlaky)

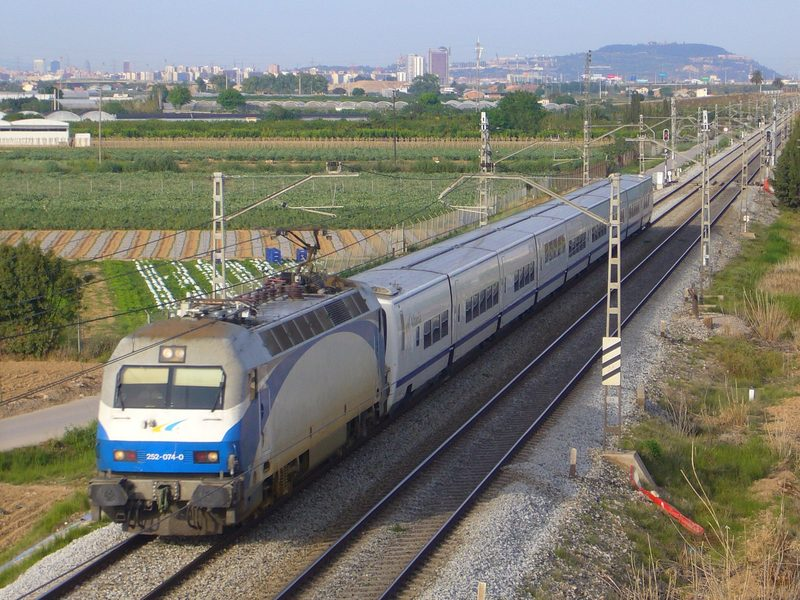
Altaria

Altaria je komerční skupina dálkových vlaků vysoké kvality španělských železnic RENFE Operadora. Vozbu zajišťuje několik typů vlakových souprav s pasivním naklápěcím systémem Talgo. Většina z nich má měnitelný rozchod podvozků, díky čemu může využívat jak vysokorychlostní úseky (LAV), jejichž rozchod je „evropský“ (1435 mm), tak klasické tratě o „iberském“ rozchodu 1668 mm.

## Trasy vlaků Altaria
Trasy vlaků Altaria do 8. prosince 2008:
- Madrid - Alicante
- Madrid - Algeciras
- Madrid - Cádiz
- Madrid - Granada
- Madrid - Huelva
- Madrid - Logroño
- Madrid - Murcia - Cartagena
- Madrid - Pamplona
- Madrid - San Sebastián - Irún
- Madrid - Vitoria

Trasy vlaků Altaria k 25. červnu 2010:
- Madrid - Granada
- Madrid - Sevilla - Cádiz
- Madrid - Sevilla - Huelva
- Madrid - Pamplona
- Madrid - Alicante
- Madrid - Córdoba - Algeciras
- Madrid - Logroño
- Madrid - Murcia - Cartagena